# Falling in Reverse
Falling in Reverse je americká metalová a post-hardcorová skupina, založená v roce 2008, tvořící pod společností Epitaph Records. Leaderem kapely je zpěvák Ronnie Radke, dalšími členy pak kytarista Jacky Vincent, bubeník Ryan Seaman, druhý kytarista Derek Jones a basák Zakk Sandler.
Jejich debutové album, The Drug in Me Is You, vydané 26. července 2011, se dostalo až na 19. místo žebříčku Billboard 200, a to díky prodeji 18 000 kopií v prvním týdnu po vydání. Na podporu alba byly vydány singly "Raised by Wolves", "The Drug in Me Is You", "I'm Not a Vampire" a "Good Girls, Bad Guys".
Jejich druhé studiové album, nazvané Fashionably Late, vyšlo 18. června 2013. Jako první singly z alba byly vydány písně "Alone" a "Fashionably Late".
Třetí album Just Like You bylo vydáno 24. února 2015. První singly z alba byly "God, If You Are Above" a "Just Like You".
Jejich čtvrté album s názvem Coming Home bylo vydáno 7. dubna 2017. Hlavními hity této desky byly singly „Coming Home“, „Superhero“ a „Fuck You And All Your Friends“.
Na začátku roku 2018, 22. února, vydali nový singl s názvem „Losing My Mind“.
Další singl s názvem „Losing My Life“ byl vydán 26. června 2018.
Poté 8. dubna 2019 byl vydán singl „Drugs“, téhož roku 20. listopadu následoval „Popular Monster“.
V roce 2020 a 2021 se kapela zaměřila převážně na koncerty takže nevyšly žádné singly. Což bylo vynahrazeno písní "ZOMBIFIED" v následujícím roce 2022.
Ročník 2023 byl velmi výživný. Vyšly populární skladby „Voices In My Head“ a „Watch The World Burn“ doprovázené předělávkou hitu Last Resort od skupiny Papa Roach, která vyšla pod názvem „Last Resort Reimagined“.
Ročník 2024 nám přinesl metalovou bombu „Ronald“, ve které účinkovali také americký rapper Tech N9ne a zpěvák Alex Terrible ze skupiny Slaughter to Prevail. Tento song je označován jako zatím nejtvrdší, co kdy kapela vydala a byl Ronnieho odpovědí na kritiku některých fanoušků, že se kapela vzdaluje od svých metalových kořenů. 
Spolu s vydáním skladby Ronald bylo oznámeno i nové album, které ponese název Popular Monster a mělo by vyjít 16. srpna 2024.[potřebuje aktualizovat] O měsíc později pak vyšla skladba „All My Life“, která je laděná do country stylu a hostuje v ní zpěvák Jelly Roll.

## Členové kapely

### Současní členové
- Ronnie Radke – zpěv (2008–současnost)
- Christian Thompson – rytmické kytary, doprovodný zpěv (2015 -2018 2020–současnost)
- Max Georgiev – hlavní kytara, doprovodný zpěv (2018–současnost), rytmická kytara (2020)
- Wes Horton III – basová kytara, doprovodný zpěv (2021–současnost)

### Bývalí členové
- Max Green – basová kytara, doprovodný zpěv (2014–2014)
- Ron Ficarro – basová kytara, doprovodný zpěv (2012–2014)
- Nason Schoeffler – basová kytara, doprovodný zpěv (2006–2011)
- Nick Rich – bicí, perkuse (2008–2009)
- Scott Gee – bicí, perkuse (2010–2011)
- Mika Horiuchi – basová kytara, doprovodný zpěv (2011–2012)
- Jacky Vincent – sólové kytary, doprovodný zpěv (2009–2015)
- Ryan Seaman – bicí, perkuse, doprovodný zpěv (2011–2017)
- Anthony Avila – hlavní kytara, zadní vokály (2008–2009)
- Gilbert Catalano – rytmická kytara, zadní vokály (2008–2009)
- Oscar Garcia – bicí (2009–2010)
- Derek Jones – kytara, doprovodný zpěv (2010–21.4.2020 - Zemřel)
- Khaled Biersack – bicí (2010)

### Členové na turné
- Jonathan Wolfe – basová kytara, doprovodný zpěv (2014–2015)
- Chris Kamrada – bicí (2017)
- Michael Levine – bicí (2017–2018)
- Anthony Ghazel – bicí (2018–současnost)

## Diskografie
Studiová alba
- The Drug in Me Is You (2011)
- Fashionably Late (2013)
- Just Like You (2015)
- Coming Home (2017)
- Popular Monster (2024)

Singly
- „Losing My Mind“ (2018)
- „Losing My Life“ (2018)
- „Drugs“ (2019)
- „Popular Monster“ (2019)
- „ZOMBIFIED“ (2022)
- „Voices In My Head“ (2023)
- „Watch The World Burn“ (2023)
- „Ronald“ (2024)